# Chevereșu Mare
Chevereșu Mare es una comuna ubicada en el distrito de Timiș, Rumania.

## Superficie
Posee una superficie de 81,17 kilómetros cuadrados.

## Demografía
Hasta 2021 la población era de 2369 habitantes, con una densidad de población de 29,19 habitantes por kilómetro cuadrado.